# 小行星3754
小行星3754（英語：3754 Kathleen）是一颗围绕太阳公转的小行星。1931年3月16日，克萊德·湯博在弗拉格斯塔夫发现了此天体。
这颗小行星的绝对星等为56.95557等。